# Жолт Калмар
Жолт Калмар (мађ. Kalmár Zsolt) (Ђер, 9. јун 1995) је мађарски професионални фудбалер који игра на позицији везног играча за Фехервар и репрезентацију Мађарске.

## Клуб
Калмар је започео своју професионалну каријеру у клубу ЕТО Ђер 2013. године. Већ прве играчке сезоне са Ђером је освојио титулу, да би годину дана касније прешао у други тим Лајпцига који је играо у другој лиги Бундеслиге. Затим је прешао на позајмице у ФСВ Франкфурт, Брøндби и ДАЦ Дунајска Стреда, сложивши се да се придружи потоњем на сталном уговору 2018. године, израстајући у капитен тима у својој другој сезони у клубу.
Дана 11. августа 2023. потписао је уговор са клубом Фехервар који се такмичи у птвом разреду мађарском националног првенства.  Дана 25. новембра 2023. повредио се током прве утакмице националног првенства 2023/24 против Кечкеметија ТЕ.

## Репрезентација
Калмар је био део репрезентације Мађарске до 19 година на УЕФА Европском првенству до 19 година 2014. и репрезентације до 20 година на Светском првенству у фудбалу за У-20 2015.
Калмар има 23 утакмице за сениорски тим. Дебитовао је против Данске 22. маја 2014, ушао је као замена на полувремену. Његов први наступ у првих једанаест дошао је у пријатељском мечу са Русијом.
После дуге паузе, вратио се у репрезентацију и играо против Грчке, 20. новембра 2022. Постигао је други, а тиме и победоносни гол у победи од 2 : 1 на Пушкаш арени.
Ажурирано до утакмице игране 19. новембра 2023.
| Национални тим | Година | Ута | Гол |
| -------------- | ------ | --- | --- |
| Мађарска       | 2014   | 5   | 0   |
| Мађарска       | 2015   | 2   | 0   |
| Мађарска       | 2016   | 0   | 0   |
| Мађарска       | 2017   | 2   | 0   |
| Мађарска       | 2018   | 4   | 0   |
| Мађарска       | 2019   | 3   | 0   |
| Мађарска       | 2020   | 8   | 2   |
| Мађарска       | 2021   | 3   | 0   |
| Мађарска       | 2022   | 2   | 1   |
| Мађарска       | 2023   | 7   | 0   |
| Укупно         | Укупно | 36  | 3   |